# Bogdan

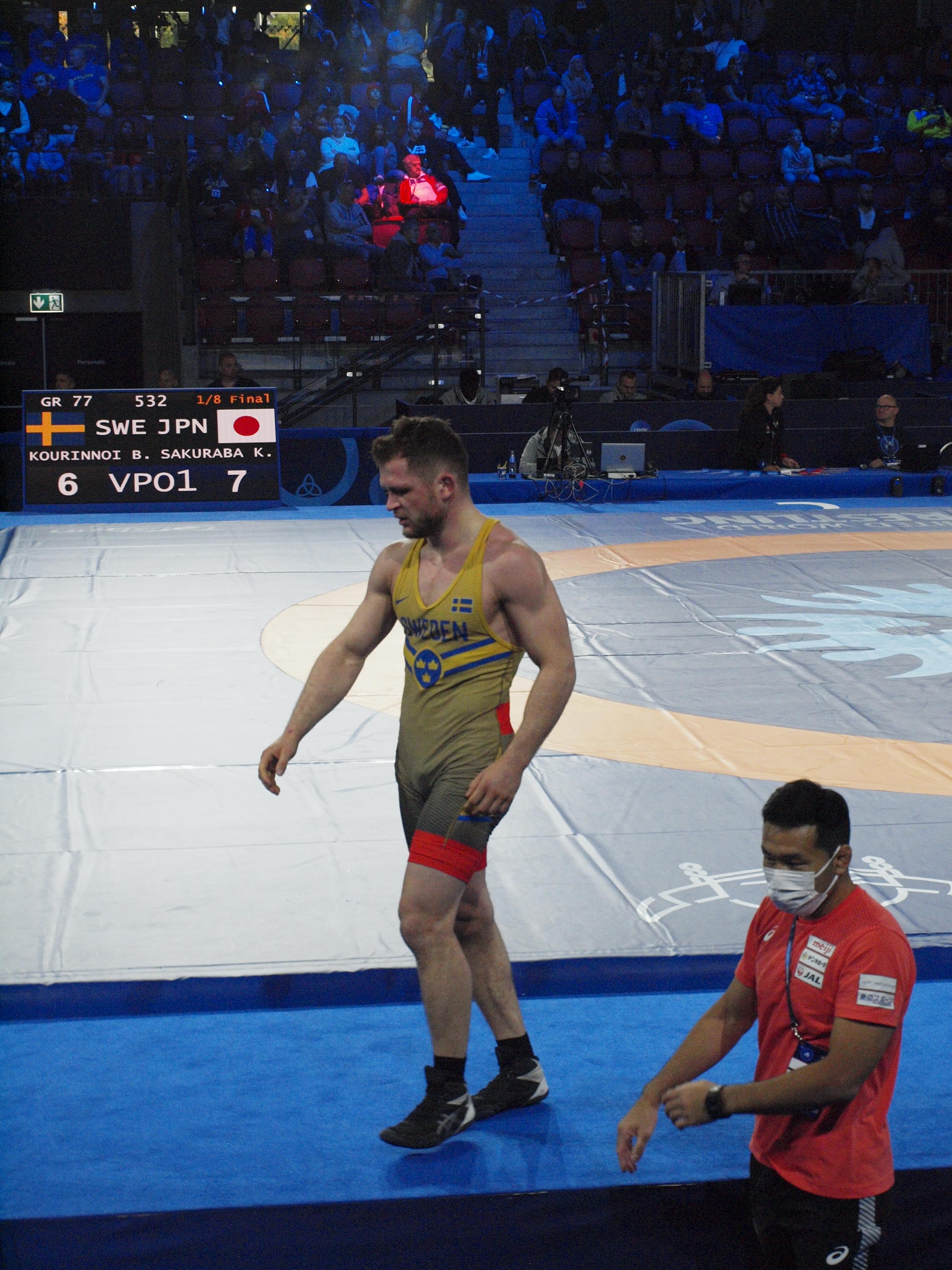
Bogdan Kourinnoi, 2021.

Bogdan är ett  slaviskt mansnamn.

## Personer med namnet Bogdan
- Bogdan Chmelnitskij, var en zaporozjjekosacksk hetman
- Bogdan Filov, var en mäktig politiker i Bulgarien
- Bogdan Lobont, är en rumänsk fotbollsmålvakt
- Bogdan Stelea, är en rumänsk före detta professionell fotbollsmålvakt
- Bogdan Stupka, räknas idag som en av de främsta skådespelarna i Ukraina
- Bogdan von Knorring, var en rysk infanterigeneral av tysk-baltisk härkomst.
- Bogdan Kourinnoi, är en svensk brottare